# Avalon (Géorgie)
Pour les articles homonymes, voir Avalon (homonymie).
Avalon est une ville américaine située dans le comté de Stephens, en Géorgie. Selon le recensement de 2020, sa population est de 233 habitants.